# Mystery Spot

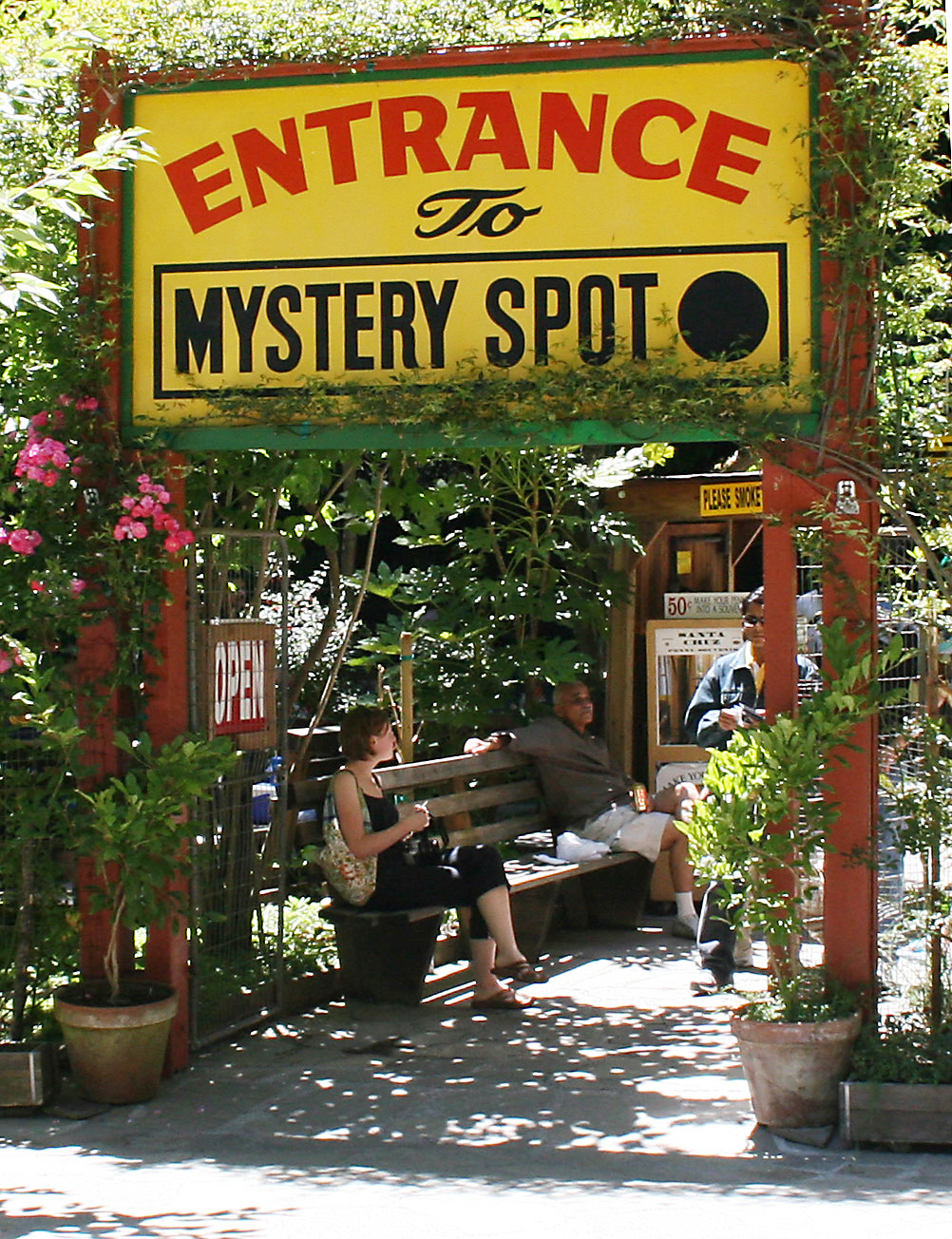
Mystery Spot entrance

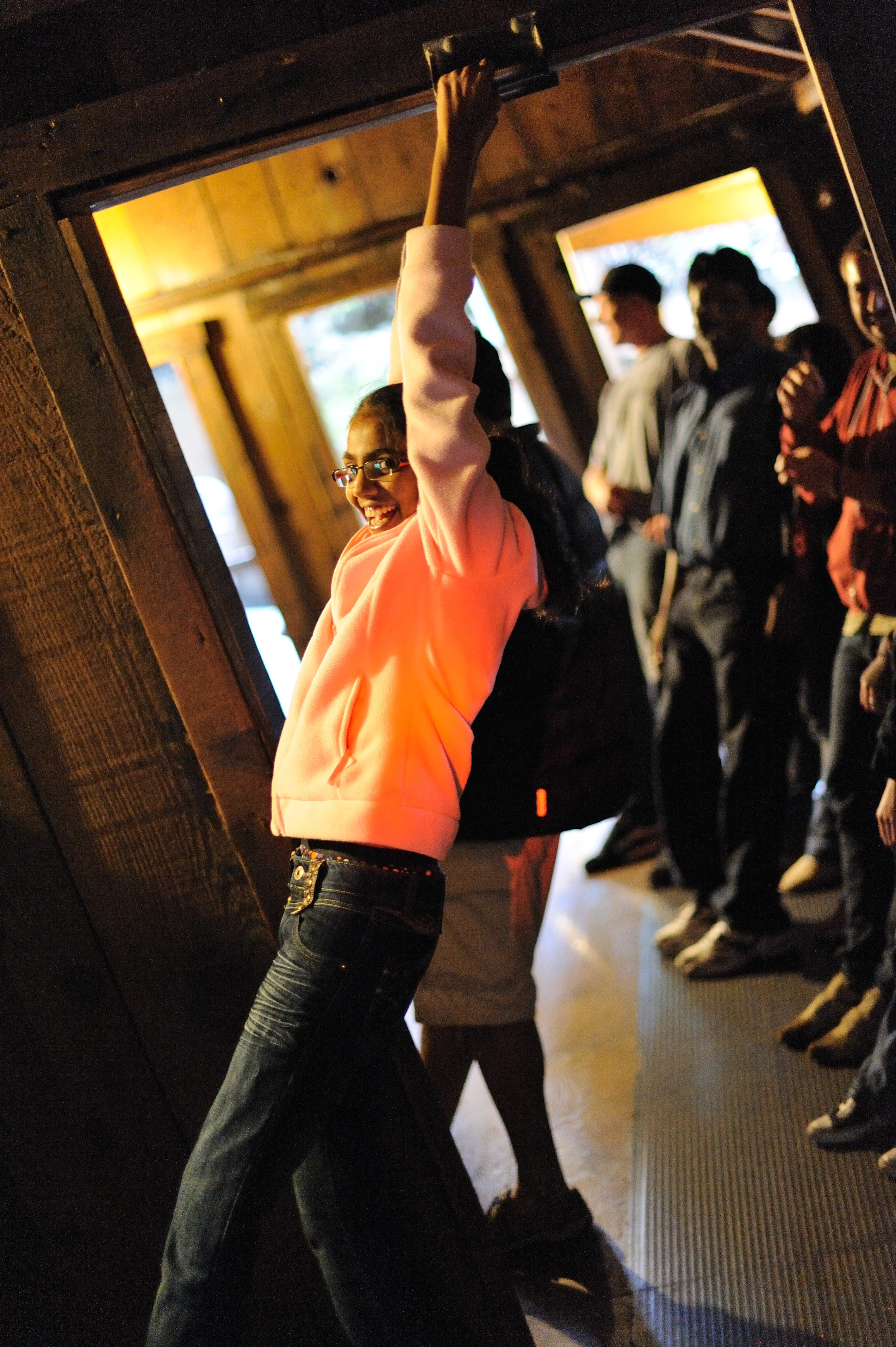
Illusie Mystery Spot

Mystery Spot is een toeristische attractie niet ver van Santa Cruz in het Amerikaanse Californië. Van Mystery Spot wordt beweerd dat de wetten van natuurkunde en zwaartekracht er niet van toepassing zijn. De plek, niet groter dan zo'n 46 vierkante meter, werd gevonden in 1939 nadat men er een huis had gebouwd. Het huis werd al in 1940 opengesteld voor publiek.
De eigenaars van Mystery Spot beweren dat de oorzaak van deze eigenaardigheden onbekend is en doen zelf enkele speculaties:
- Buitenaardse wezens hebben onder de grond buitenaardse metalen begraven of zelfs mogelijk (onderdelen van) hun ruimteschip.
- Onder de grond bevindt zich een grote hoeveelheid koolstofdioxide.
- Een neveneffect van het gat in de ozonlaag
- Een vortex van magma
- Biocosmetische radiatie
- Radiësthesie

Feit is dat Mystery Spot misselijkheid kan veroorzaken doordat hetgeen men ziet en ervaart niet overeenkomt met wat men verwacht. Ook zou verschillende meetapparatuur foute informatie weergeven.

## Voorbeelden van de eigenaardigheden van Mystery Spot
Bezoekers kunnen zelf proeven doen waardoor ze zelf ervaren dat er iets vreemds aan de hand is en dat er geen sprake is van goochelarij.
- Twee personen van verschillende lengte worden naast elkaar gezet. Persoon A is duidelijk de grootste. Daarna verwisselen de personen van locatie en is persoon B plots duidelijk groter.
- Een biljartbal wordt op een boekenplank gelegd die schuin afloopt. Tegen verwachting in rolt de bal niet naar het laagste punt, maar wel naar het hoogste.
- Men kan tegen muren oplopen zonder te vallen
- Personen die voor een rechte deur staan, hangen schuin achterover. De hoek is zo groot dat men in principe moet vallen, maar toch is men in staat om te blijven staan.
- Wanneer men zich optrekt aan een balk, komt het lichaam plots diagonaal te hangen terwijl het eigenlijk verticaal moet zijn.

## Wetenschappelijke uitleg
Mystery Spot bevindt zich op een gravitatieheuvel waardoor er sprake is van gezichtsbedrog. De illusie doet zich voor doordat mensen zelf verkeerde inschattingen doen van het huis en de omgeving.
Mystery Spot is een huisje dat zo werd gebouwd waardoor het voor buitenstaanders perfect horizontaal gebouwd is. Dit is slechts een illusie: in werkelijkheid zit het huis zo'n 20 - 25 graden gekanteld in de grond. Vervolgens heeft men het huis zo ingekleed dat vloeren, muren en plafond niet overeenkomen met de werkelijkheid, maar ook in een afwijking zijn gebouwd. Andere attributen zoals waterleidingen, boekenrekken, tafels,... staan wel perfect horizontaal (of met een zeer lichte afwijking). De fout die de bezoeker in het huis maakt, is dat hij de muren als referentiepunt neemt en niet de attributen. Daardoor komen de attributen schuin te hangen en de muren recht, terwijl het in werkelijkheid omgekeerd is.
Een biljartbal zal op het boekenrek in werkelijkheid nog steeds van het hoogste naar het laagste punt rollen, maar doordat de bezoeker een verkeerd referentiepunt neemt, lijkt het voor hem dat het boekenrek schuin hangt. Hierdoor lijkt de bal van een lager naar een hoger gelegen punt te rollen. Eenzelfde illusie zorgt er ook voor dat personen een muur kunnen oplopen of dat water naar boven stroomt. Mensen lijken groter/kleiner te worden door gebruik te maken van het principe van een Ames-kamer en een vloer die niet loodrecht ligt.
Ten slotte is er ook nog een verschil in optische illusie tussen personen binnen en buiten het huis. Persoon A staat buiten het huis en kijkt door een venster naar persoon B. Doordat persoon A de illusie heeft om het huis (en vensters, deuren,...) perfect horizontaal te zien, zal hij persoon A dus ook perfect recht zien staan. Persoon A heeft in het huis ook de illusie dat alles perfect horizontaal is, maar zal persoon B schuin zien staan.

## Verwijzingen in computerspellen
- Sam & Max Hit the Road: In dit spel brengen Sam en Max een bezoek aan Mystery Vortex, waar de wetten van gravitatie niet van toepassing zijn. Men wordt kleiner/groter naargelang waar men staat, te kleine deuren kan men toch betreden, water loopt naar boven,... Onder Mystery Vortex bevinden zich sterke magneten van onbekende herkomst.

## Varianten
- illusie van een draaiend huis dat men in pretparken en op kermissen vindt.
- Er zijn diverse wegen die voor het menselijk oog naar boven lopen, terwijl ze in werkelijkheid naar beneden gaan. Meestal zijn het hier wegen die op een andere hoogte liggen dan de berm. Men neemt verkeerdelijk aan dat de berm horizontaal ligt, waardoor de weg naar boven lijkt te gaan. Zulke locatie noemt men een gravitatieheuvel.
- Vissers hebben soms de indruk dat de omgeving rond hen begint te draaien. Deze illusie wordt veroorzaakt door het kabbelende water. Door zich te focussen op de dobber kan men de indruk krijgen dat het water ook stil ligt. Men neemt daarna het "stille" water als referentiepunt waardoor alles rondom de waterput lijkt te draaien terwijl het in werkelijkheid het water is dat beweegt.